# Makaira mazara
Makaira mazara is een straalvinnige vis uit de familie van zeilvissen (Istiophoridae) en behoort derhalve tot de orde van baarsachtigen (Perciformes). De vis kan een lengte bereiken van 500 cm. De hoogst geregistreerde leeftijd is 28 jaar.

## Leefomgeving
Makaira mazara is een zoutwatervis. De vis prefereert een subtropisch klimaat en heeft zich verspreid over de drie belangrijkste oceanen van de wereld (Grote, Atlantische en Indische Oceaan). De diepteverspreiding is 0 tot 40 m onder het wateroppervlak.

## Relatie tot de mens
Makaira mazara is voor de visserij van aanzienlijk commercieel belang. In de hengelsport wordt er weinig op de vis gejaagd.
Voor de mens is Makaira mazara ongevaarlijk.